# Silodosine
La silodosine, est un médicament, de type alpha-bloquant utilisé dans l'hypertrophie bénigne de la prostate, vendue entre autres sous le nom de marque Rapaflo.

## Usage médical
La silodosine est un médicament utilisé pour traiter l'hyperplasie bénigne de la prostate (HBP). Elle peut être utilisée avec un inhibiteur de la 5α-réductase. Elle est prise par la bouche.

## Effets secondaires
Les effets secondaires courants comprennent l'éjaculation rétrograde, les étourdissements, l'hypotension artérielle en position debout et le nez bouché, d'autres effets secondaires peuvent inclure le syndrome de l'iris hypotonique peropératoire. L'utilisation n'est pas recommandée chez les personnes souffrant de problèmes hépatiques ou rénaux importants. C'est un antagoniste des récepteurs α 1 -adrénergiques qui aide les muscles de la vessie et de la prostate à se détendre.

## Histoire
Le médicament a été approuvé pour un usage médical aux États-Unis en 2008 et en Europe en 2010,. Aux États-Unis, 3 mois de traitement coûtent environ 34 dollars américains à partir de 2021.